# Ariunbold Naranbat
Ariunbold Naranbat, né le 28 mai 1980, est un coureur cycliste mongol. En 2010, il représente la Mongolie lors des championnats du monde de cyclo-cross. Il abandonne au même titre que son compatriote Boldbaatar Bold-Erdene.

## Palmarès sur route

### Par années
- 2005
  - 2e du championnat de Mongolie sur route
- 2006
  - 2e du championnat de Mongolie sur route
- 2009
  - Khuregchid-Eregtey

### Classements mondiaux
| Année         | 2005 | 2006 |
| ------------- | ---- | ---- |
| UCI Asia Tour | 52e  | 30e  |

## Palmarès en VTT
- 2005
  - 2e du championnat de Mongolie de cross-country